# Ichneumon semiobscurus
Ichneumon semiobscurus är en stekelart som beskrevs av Cameron 1884. Ichneumon semiobscurus ingår i släktet Ichneumon och familjen brokparasitsteklar. Inga underarter finns listade i Catalogue of Life.